# Psophocarpus tetragonolobus
Крила́та квасо́ля, гірська́ квасо́ля (Psophocarpus tetragonolobus) — рослина з триби Квасолеві (Phaseoleae)

## Будова
Травянистий багаторічник. Від інших квасолевих (Phaseoleae) вирізняється своїми розмірами. В'юнке стебло крилатої квасолі може підніматися по стовбурах на висоту до 4 метрів. Довгі стручки розміром 15–22 см мають чотири листоподібних поздовжніх «крила». У розрізі плід має квадратну форму. При дозріванні плід стає коричневим і тріскається — вивільняючи квасолини. Квіти великі, блідо-блакитні. Форма листя варіюється залежно від сорту рослини: яйцеподібне, дельтоподібне, яйцевидно-ланцетне, ланцетне і довго-ланцетне.

## Поширення та середовище існування
Рослина походить з Нової Гвінеї. Росте у спекотному вологому кліматі в Індії, М'янмі, Малайзії, Таїланді та на Шрі-Ланці.

## Практичне використання
Надзвичайно поживна рослина — як і в сої — містить 30–39% білків. Усі частини рослини можна вживати в їжу, проте найчастіше їдять ще зелені стручки.
В Таїланді з крилатої квасолі готують популярний салат Ям туа пу.

## Галерея

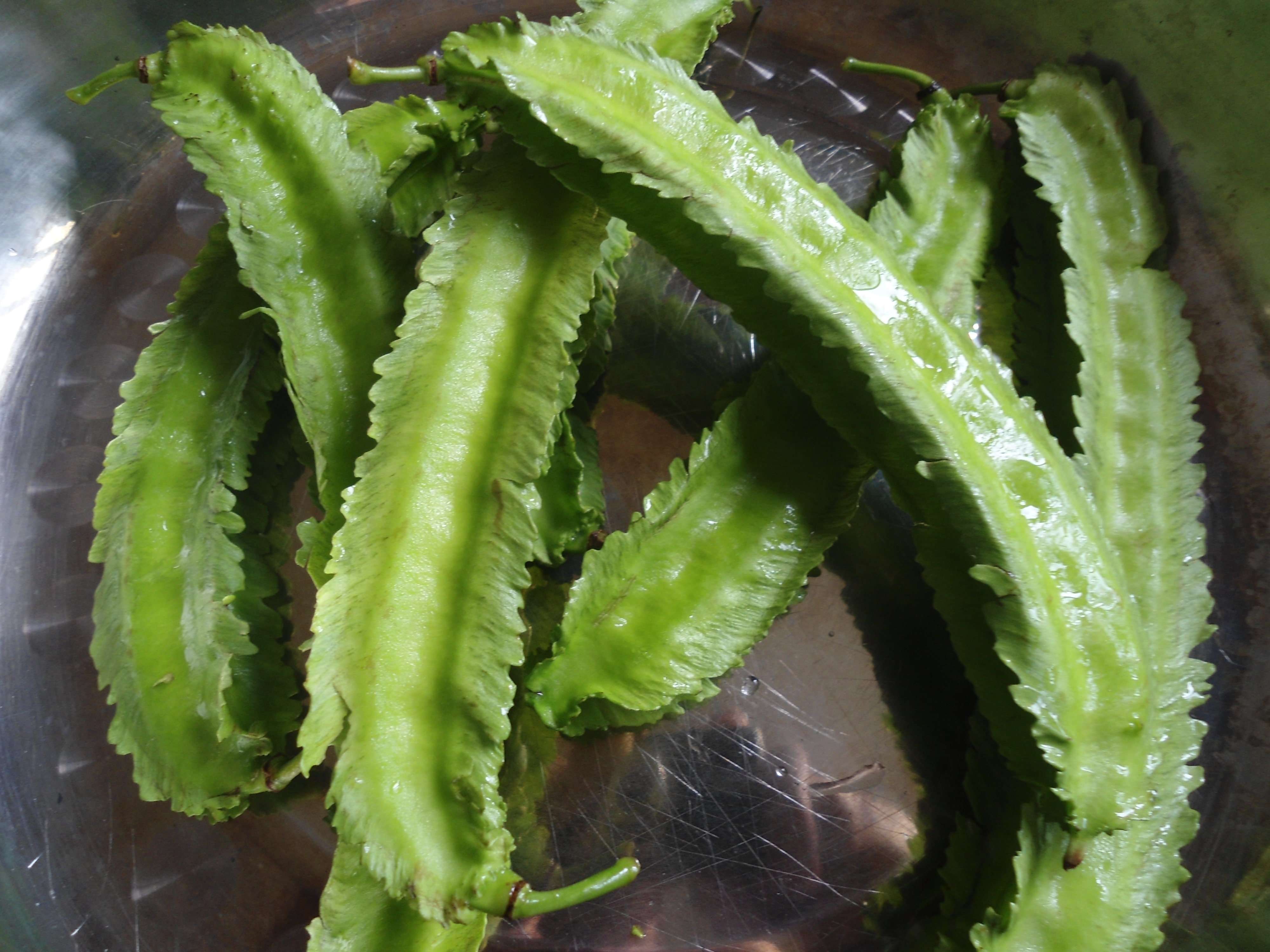
Стручки крилатої квасолі
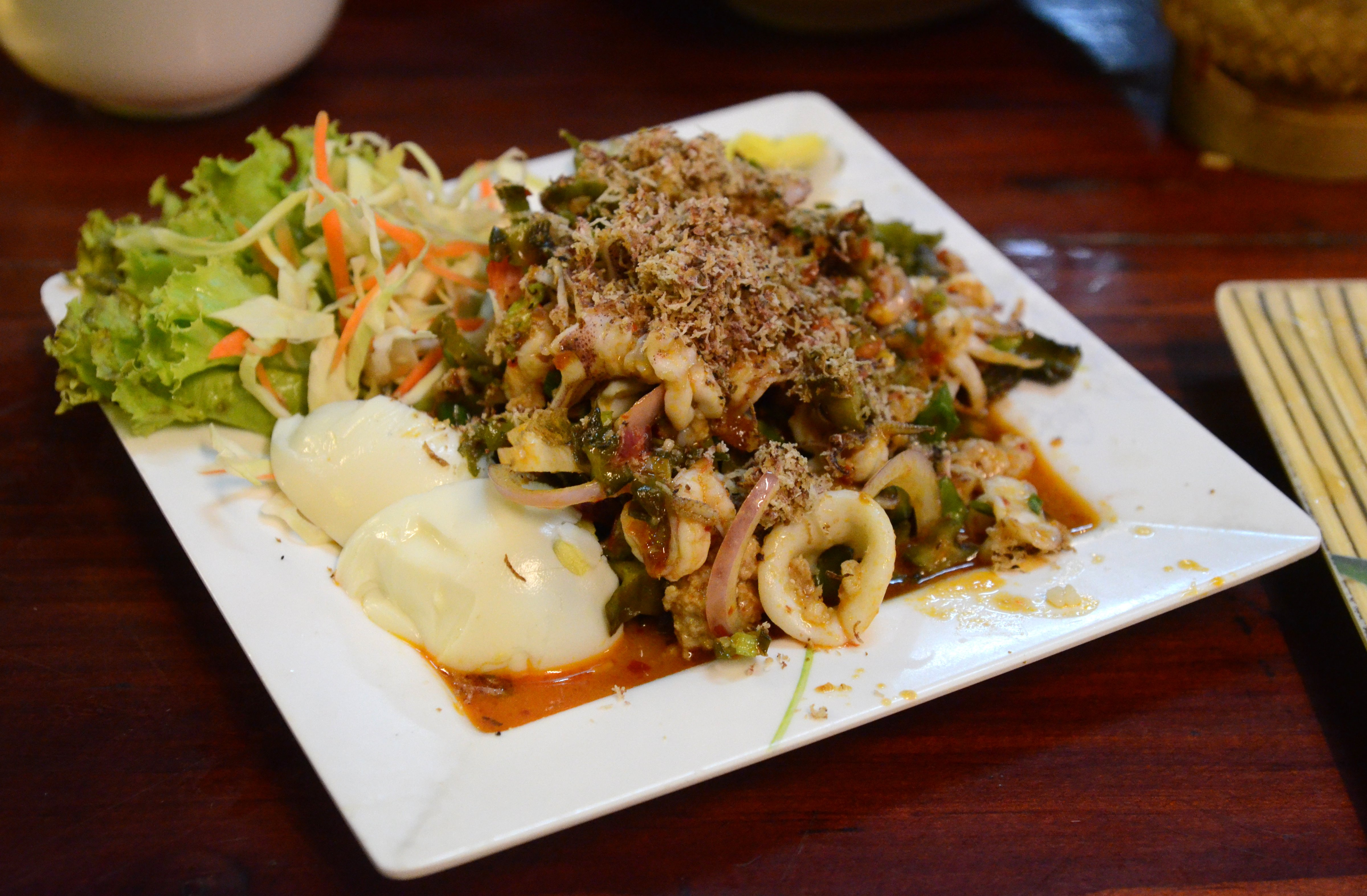
Гострий салат з крилатої квасолі